# Jacob Larsson (ishockeyspelare)
Jacob Larsson, född 29 april 1997 i Ljungby, är en svensk professionell ishockeyspelare som är kontrakterad till Ottawa Senators i NHL. Han har tidigare spelat för Anaheim Ducks och Frölunda HC i SHL.
Larsson valdes av Anaheim Ducks i första omgången som 27:e spelare totalt i NHL Entry Draft 2015.

## Klubbar
- IF Troja-Ljungby Moderklubb–2013
- Frölunda HC 2013–2016
- Anaheim Ducks 2016–2022
- Ottawa Senators 2022–